# Kaiser-Friedrich-Museum (Görlitz)

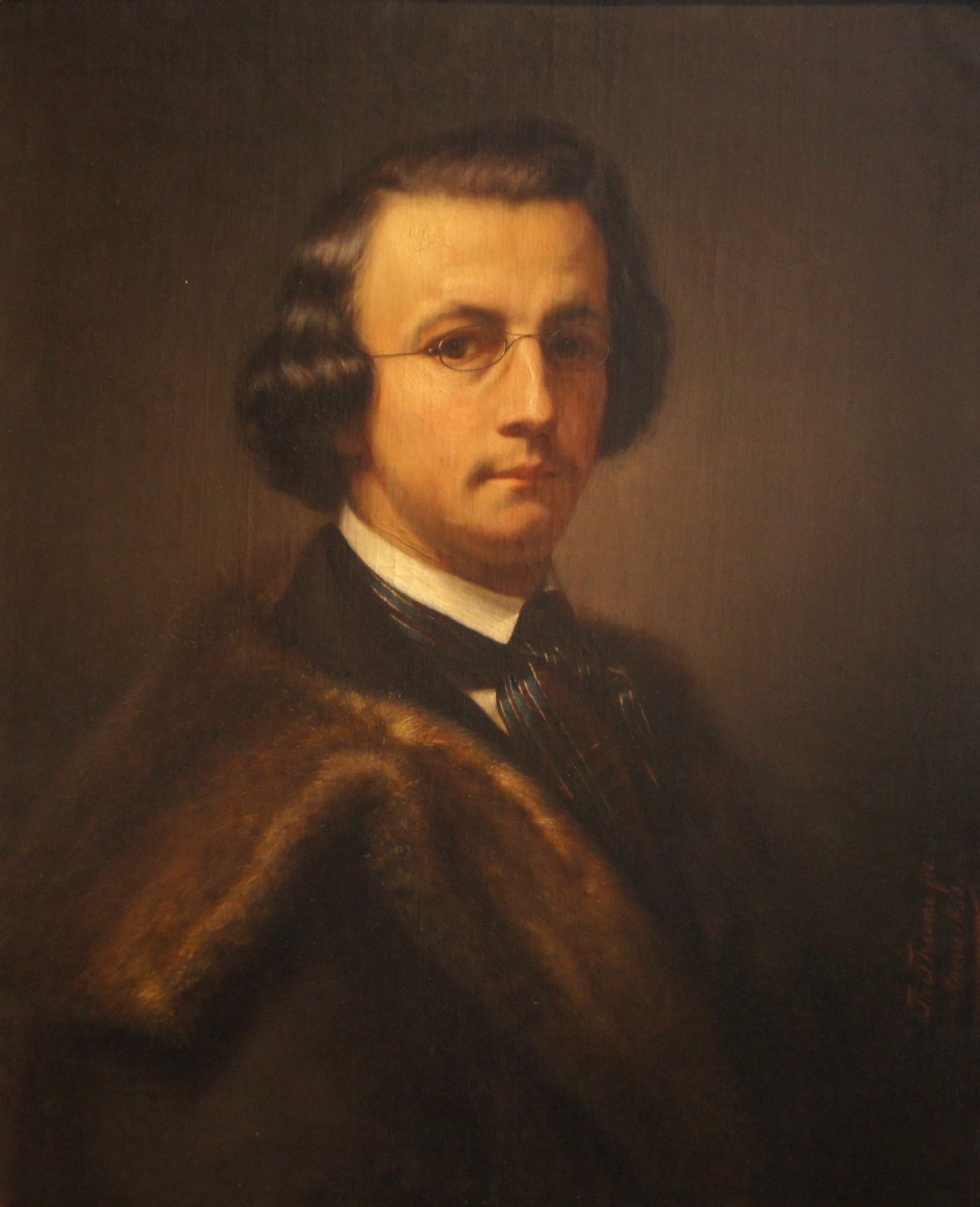
Selbstporträt von Theodor Thieme (Görlitz 1823–1901 Dresden)

Das Kaiser-Friedrich-Museum der Stadt Görlitz war in den Räumen der Oberlausitzer Gedenkhalle untergebracht und bestand von 1904 bis 1945.

## Aufgabe
Die Gründung des den bildenden Künsten und dem Kunstgewerbe gewidmeten Museums war eng mit der Entstehung der Oberlausitzer Gedenkhalle verbunden. Im Aufruf zur Errichtung der Gedenkhalle vom Dezember 1888 hieß es:

„…Sonst sollen diese Säle den Zweck erfüllen, für Kunstausstellungen verwandt zu werden und die in unserer Stadt befindlichen Anfänge zu einer Gemälde-Sammlung in sich aufzunehmen. In den Räumen des Erdgeschosses sollen die städtischen kunstgewerblichen und Alterthums-Sammlungen untergebracht werden.“

Als Leiter des Museums wurde 1903 der Lehrer Ludwig Feyerabend berufen, der sich mit großen Engagement der Einrichtung des Museums widmete. Geprägt durch seine Tätigkeit für die Gesellschaft für Anthropologie und Urgeschichte der Oberlausitz führte er zunächst die in Görlitz vorhandenen prähistorischen Sammlungen
- die Sammlung der Gesellschaft für Anthropologie und Urgeschichte der Oberlausitz
- die Sammlung des städtischen Museums für Altertum und Kunst sowie
- die Rüstkammer des Rathauses

zusammen.
Als Schwerpunkt wurde festgelegt:

„ein klares Bild der Geschichte, kulturgeschichtlicher und kunstgewerblicher Entwicklung der gesamten Oberlausitz… zu geben und damit Heimatkenntnis und Heimatliebe fördern“

und so konnte durch Schenkungen sowie einem Sammlungsplan, der dem begrenzten Einkaufsetat entsprach, eine ungemein reichhaltige Sammlung zusammengetragen werden.

## Umsetzung

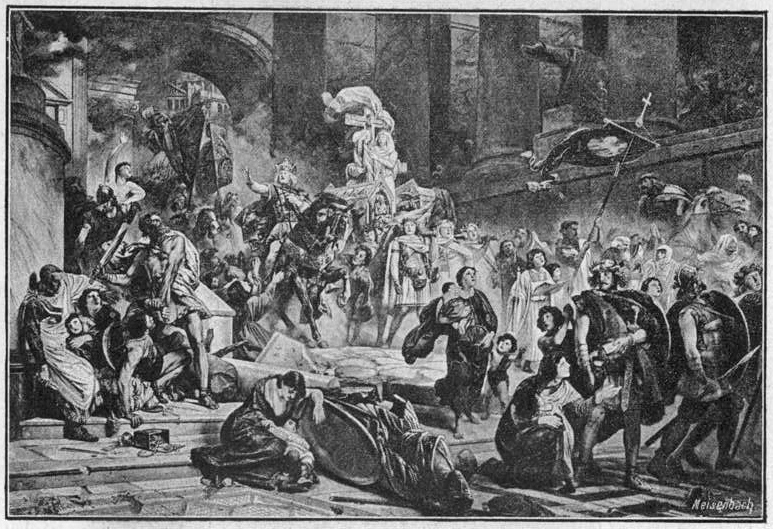
Wilhelm von Lindenschmit der Jüngere Alarichs Einzug in Rom

Die folgende Beschreibung des Museums ist einem Aufsatz von Ludwig Feyerabend aus dem Jahr 1927 entnommen.

### Obergeschoss
- Abteilung für Heimatkunde: Hier wurde neben vielen tausend Ansichten, Karten und Bildern zur Oberlausitz auch die wieder aufgebaute Schusterwerkstatt von Jakob Böhme mit interessanten Originalen gezeigt.
- Gemäldegalerie: Neben dem Schwerpunkt auf Oberlausitzer Kunst seit etwa 1800 wurden auch Bilder des 19. Jahrhunderts der Kunstrichtungen der Klassizisten, Nazarener und Romantik gezeigt.

Bekannte Künstler waren:
- Johann Eleazar Zeissig, genannt Schenau
- die Oberlausitzer Künstler Christoph Nathe und Franz Gareis
- Joseph Anton Koch
- Peter von Cornelius
- Edward von Steinle
- Moritz von Schwind
- Anton Graff
- Carl Spitzweg
- Wilhelm von Lindenschmit der Jüngere
- Wilhelm Trübner
- Max Liebermann

### Hauptgeschoss

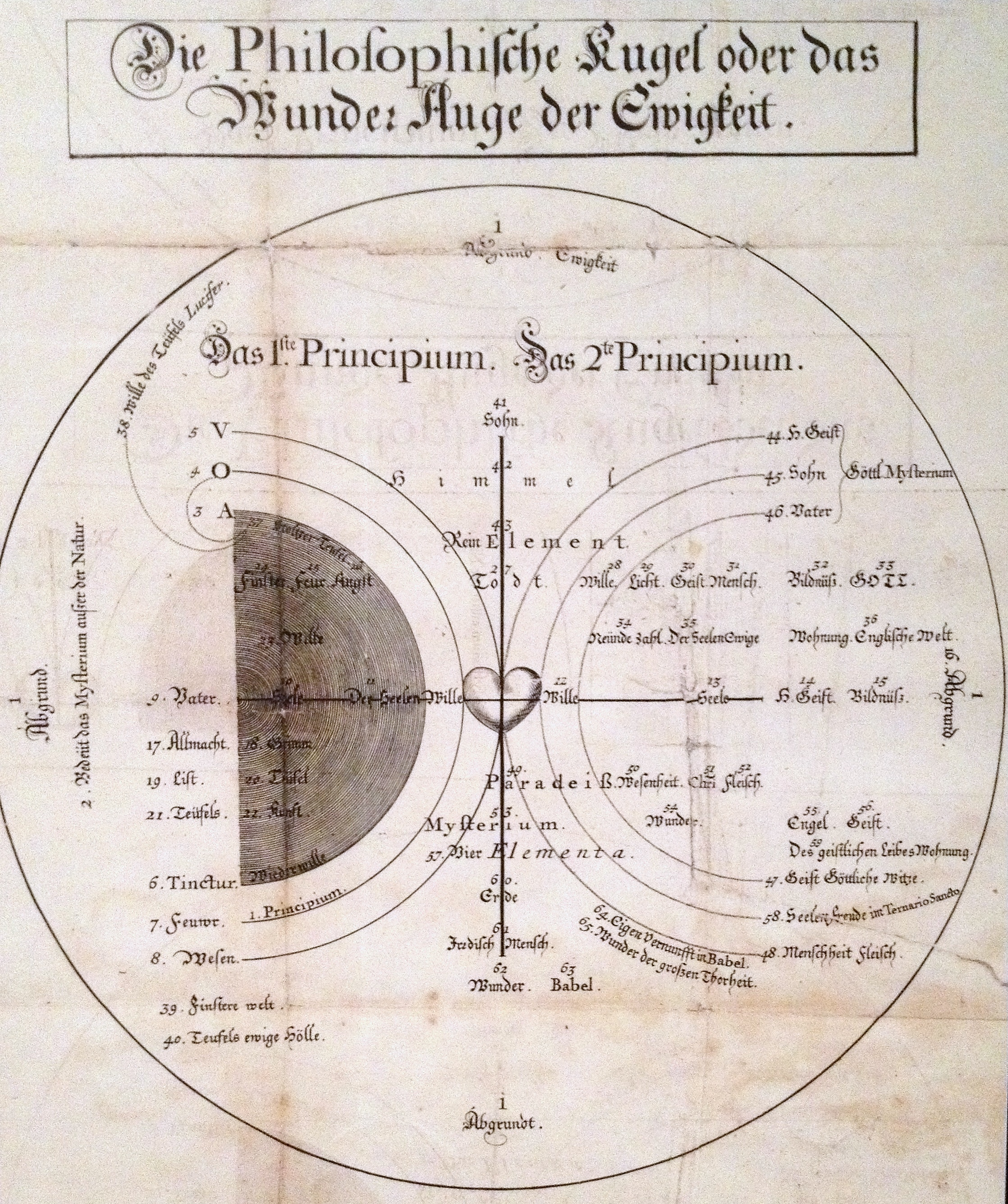
Jakob Böhme: Darstellung seiner Kosmogonie in Form einer Zeichnung

Im Hauptgeschoss befand sich das Oberlausitzer Kunstgewerbe, wo ehemals Arbeiten aus Schmiedeeisen, Keramik und Glas, daneben Möbel, Waffen, Schmuck und eine Daktyliothek zu sehen war. Des Weiteren gab es eine Sammlung Kultur der Oberlausitz mit kirchlichen, ritterlichen und Innungsaltertümern, so auch Volkstrachten, ein prächtiges Chorgestühl aus der ehemaligen Franziskanerkirche zu Görlitz und eine Jakob-Böhme-Scheibe zu besichtigen.

### Erdgeschoss
- Ergänzung der kulturgeschichtlichen Abteilung: mit Stücken aus verschiedenen Jahrhunderten, mit einer bodenständigen Wohnungseinrichtungen, einem Innungsraum und einer volkskundlichen Abteilung mit einem Oberlausitzer Bauernzimmer. Weiterhin waren zwei bedeutende Weihnachtskrippen und ein Münzkabinett zu sehen.
- Vorgeschichtliche Abteilung: Der Hauptteil war der Entwicklung der vorgeschichtlichen Oberlausitzer Kultur gewidmet, von ca. 4000 v. Chr. bis 1000 n. Chr. Diese große Sammlung entstammte im Wesentlichen der Gesellschaft für Anthropologie und Urgeschichte der Oberlausitz.

### Erweiterungen
Die stetig wachsenden Sammlungen des Museum benötigten einen Erweiterungsbau, mit der der Breslauer Architekt Hans Poelzig beauftragt werden sollte. Der Erste Weltkrieg und die darauf folgende Inflation machte die Pläne zunichte. Erst 1932 konnte dieser Plan mit der Eröffnung des Kaisertrutzes als historisches Museum der Stadt Görlitz teilweise umgesetzt werden.